# Bram van Splunteren
Bram van Splunteren (Zaandam, 1952) is een Nederlandse programmamaker/filmmaker.

## Opleiding
Na de lagere school behaalde Van Splunteren zijn HBS-B-diploma. Hierna ging hij regie fictie studeren aan de Nederlandse Film en Televisie Academie. Na deze opleiding volgde hij nog een scenario- en acteursregie opleiding aan het Maurits Binger Filmlab.

## Loopbaan
Van Splunteren was lange tijd programmamaker voor de VPRO, aanvankelijk bij de radio en daarna voor VPRO-tv. Hij maakte ook tv programma's voor de RVU. Momenteel is hij freelance film/tv-maker.
Hij begon zijn carrière als film- en muziekjournalist voor onder meer OOR en Vrij Nederland. In de periode van 1986 tot 1988 maakte hij zes rockdocumentaires voor de VPRO over onder andere de Red Hot Chili Peppers en Nick Cave en de legendarische hiphopdocumentaire Big Fun in the Big Town (1986). Deze laatste documentaire wordt wereldwijd beschouwd als een van de beste hiphop-docu's, en werd in 2013 door de Engelse krant The Guardian geplaatst in de top 10 van beste muziekdocumentaires.
Hij was bedenker en eindredacteur voor programma's als Onrust, Lolapaloeza, Lolamoviola, Lola da Musica en Stardust. Van 1992 tot 1997 was Van Splunteren eindredacteur en medepresentator, naast Jan Douwe Kroeske, van de 12 uur lange tv-uitzendingen op de Nederlandse tv van het Pinkpopfestival. In de serie Het geluk van Nederland filmde Van Splunteren zichzelf in zijn worsteling met een midlifecrisis. Deze vier egodocumentaires, Zijn of Azijn 1, 2, 3 en Happy single werden geroemd en bekritiseerd. In diezelfde tijd (2004) startte hij de online datingsite Happy VPRO, voor alternatieve singles. Na een uitstap naar de RVU, waar hij werkte aan het programma Club van 100, keerde hij in 2008 terug naar de VPRO. Daar was hij eindredacteur van de programmaserie Café De Liefde, die vanaf juli 2008 werd uitgezonden tot oktober 2011 uitgezonden. Ook maakte Van Splunteren diverse zgn. thema-uitzendingen voor de VPRO over onder meer seks, echtscheiding, de Red Hot Chili Peppers, dik zijn en 'Liefde in tijden van internet'. Zijn documentaires en reportages over de Red Hot Chili Peppers zijn bij liefhebbers over de hele wereld bekend, vooral de reportage die hij maakte over gitarist John Frusciante, midden jaren 90, toen Frusciante uit de band was gestapt en een moeizaam bestaan leidde als heroïnejunkie. Van Splunteren was de enige filmmaker die Frusciante toentertijd in zijn huis in Venice Beach heeft gefilmd.
Naast zijn documentairewerk maakte Van Splunteren ook fictie voor de VPRO. In 1999 regisseerde en schreef hij de 6-delige thriller/horrorserie Family Plots, onder andere naar twee onbekende verhalen van Jan Siebelink. In 2001 maakte hij de gelauwerde docudramaserie De acteurs met onder anderen Halina Reijn, Carice van Houten, Kim van Kooten, Thekla Reuten, Jacob Derwig en Daan Schuurmans. In 2002 regisseerde hij de tv-serie Ware Liefde met onder anderen Halina Reijn, Victor Löw, Cees Geel en Carine Crutzen. Hij schreef de serie met Theodor Holman en Sanne Wallis de Vries. In 2007 produceerde en regisseerde Van Splunteren met een groep jonge filmmakers de independent no-budgetspeelfilm De miljoenen vrouwen die ik zou kunnen krijgen met onder anderen Sytske van der Ster en Rein Hoffman. Voor Café de Liefde schreef en regisseerde hij een zestal korte films, gebaseerd op korte liefdesverhalen van kijkers, en naar aanleiding van een verhalenwedstrijd in samenwerking met de Volkskrant.
In 2014 schreef en regisseerde hij de speelfilm Project Fear, met 14 afstuderende acteurs van het Amsterdamse Mediacollege. Voor diezelfde opleiding maakte hij 3 jaar later de independent speelfilm Jezus van de Javastraat. Van 2014-2015 maakte hij samen met de Vlaamse acteur-filosoof Stefaan van Brabandt de serie Het voordeel van de Twijfel, acht documentaires over de rol van filosofie in het moderne leven, voor de Belgische televisiezender Canvas. In 2019 was hij co-producent en co-editor van de Chinese documentaire Music Monks. Tevens regisseerde hij de documentaire Ogenschijnlijk Zorgeloos.
Van 2015-2020 gaf Van Splunteren les documentaire-maken aan de Amsterdam Film School. Ook schreef hij artikelen voor onder meer Volkskrant magazine, Vara Magazine en Humo.

## HappyVPRO
Van Splunteren richtte HappyVPRO.nl op in mei 2004. De website was de spin-off van het VPRO-tv-programma Het geluk van Nederland, waarvoor hij een aflevering maakte over chatten en internetdaten onder de titel 'MSN voor OSM'. Bij het inschrijven moest een uitgebreid profiel ingevuld worden. Dat vormde de basis om met elkaar te chatten, te mailen en eventueel een afspraak te maken. In eerste instantie zou de, gratis en voor iedereen toegankelijke, website niet langer dan een week of drie bestaan. Het succes veranderde dat. In het eerste anderhalf jaar werden zes à zeven miljoen berichten uitgewisseld. Er ontstond zelfs een 'lichte gemeenschap' die onderwerp was van een sociologisch onderzoek. Na 6 jaar vond de VPRO de website te ver af staan van het VPRO-aanbod en -speerpunten. Op 15 april 2010 stopte de omroep er daarom mee.